# Bierre-lès-Semur
Bierre-lès-Semur là một xã ở tỉnh Côte-d’Or trong vùng Bourgogne-Franche-Comté, phía đông nước Pháp. Khu vực này có độ cao trung bình 360 mét trên mực nước biển.